# 香港芸術館

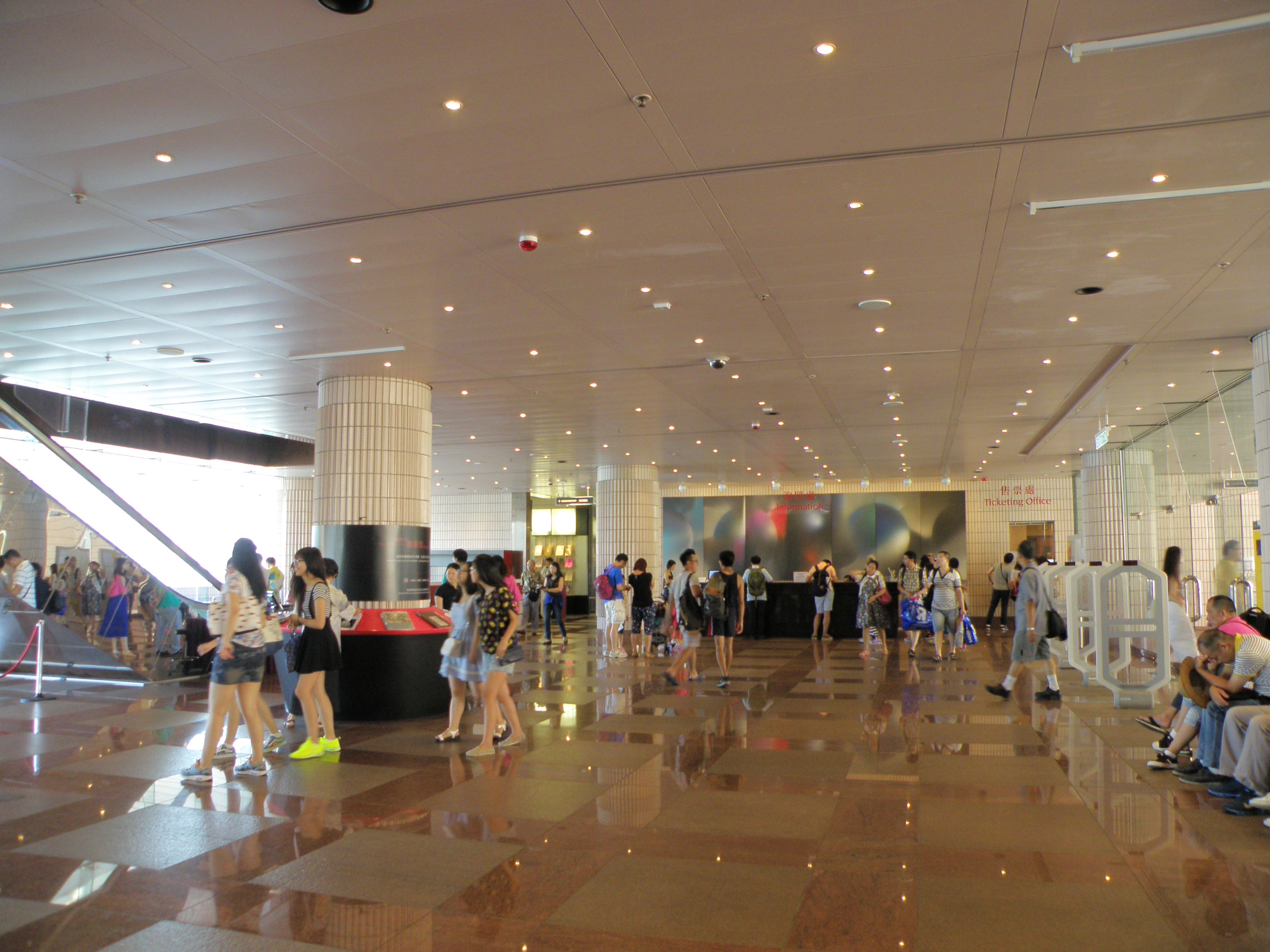
エントランスホール

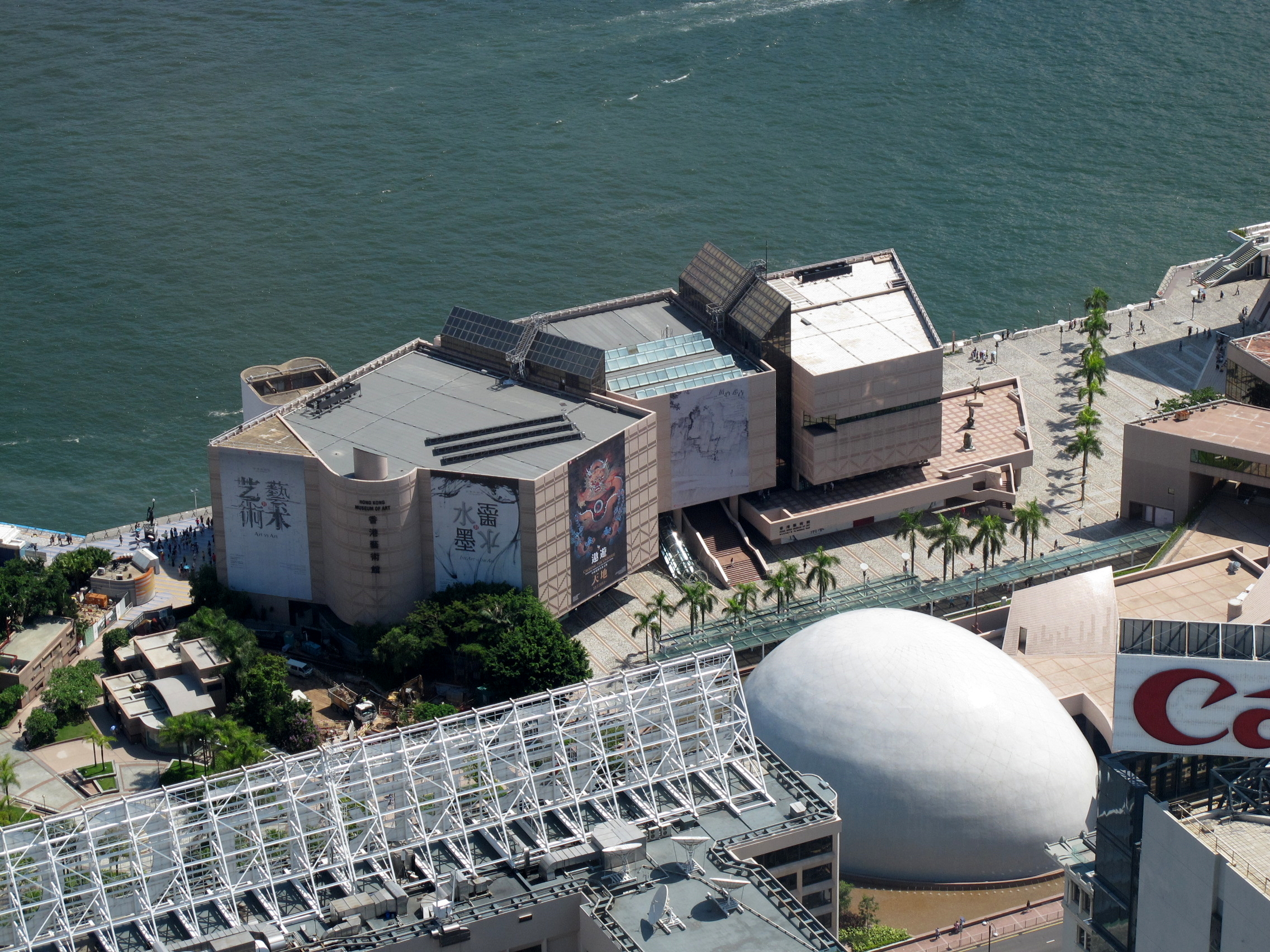
改装前の香港芸術館

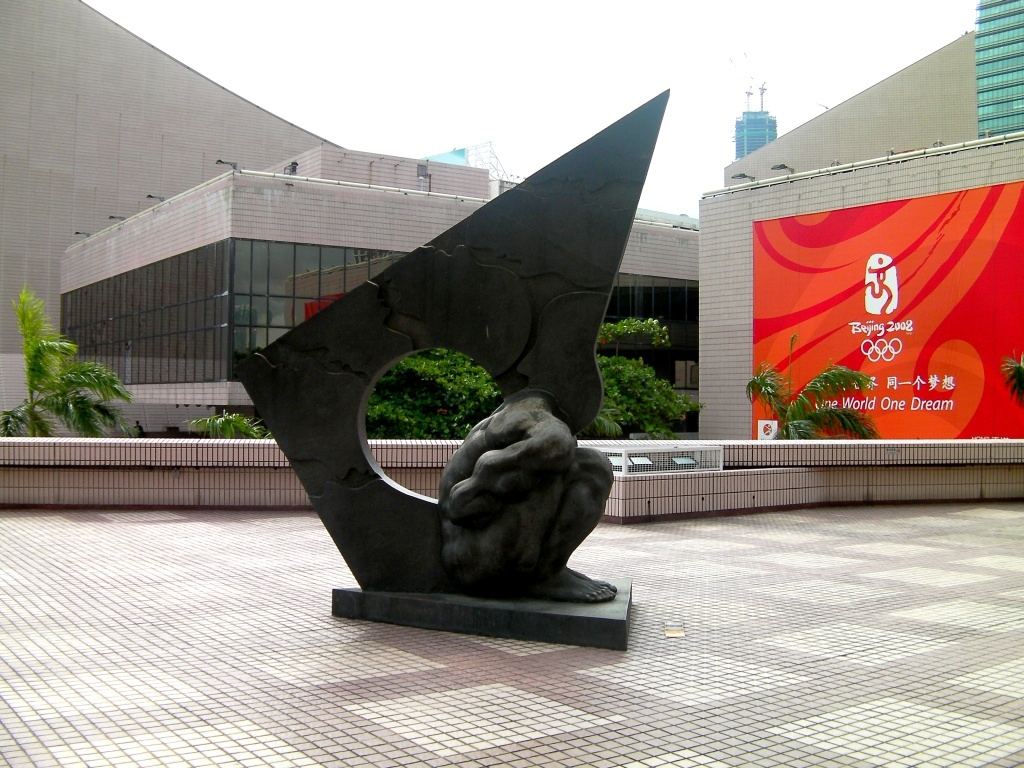
香港芸術館の敷地内の彫刻

香港芸術館(ほんこんげいじゅつかん、英略称:HKMoA ) とは、香港九龍油尖旺区尖沙咀にある美術館である。香港で最初に建てられた美術館であり、また現在に至るまで香港を代表する美術館でもある。管理者は香港政府の余暇・文化事業部。 17,000点以上の芸術作品を展示しており、常設展は入場料無料。 ライバルとされる民営の香港芸術中心とともに、香港における芸術の言説を決定づける二大美術館の一角を占める。  
中環の香港公園に、系列の茶具文物館がある。

## 歴史
香港芸術館の歴史は、1962年3月2日に、市政局によって中環の市庁舎内に市立美術館・美術回廊が設置されたことに始まる。1975年7月にはこれが分割され、香港歴史博物館と香港芸術館が発足した。
歴史博物館は1983年に九龍公園に移転した。香港芸術館は1991年に尖沙咀の香港文化中心と香港太空館の近く、梳士巴利道10番地の現在地に移転されるまでは、ハイブロックの8階、9階、10階、11階に入居していた。現在はこれらの階には公立図書館が入っている。
1992年9月11日、クリス・パッテン香港総督によって移転後の新しい美術館が正式に発足した。
2015年8月3日、4億ドルの経費を用いて美術館を拡張・改装するため、閉館した。   その後2019年11月30日に営業を再開した。 

## 展示品
香港芸術館は定期的に展示を変更している。展示品は主に香港や中国、世界各地の絵画や書道、彫刻である。また、他の博物館とも提携している。
1975年からは、香港の現代の芸術家の作品を集めた「香港アート・ビエンナーレ展」を開催している。2009年に、同賞は「香港コンテンポラリーアート・ビエンナーレ賞」に改称された。

## アクセス
香港MTRの尖沙咀駅と尖東駅の両駅から徒歩圏内にある。また、湾仔や中環行きのフェリーが発着する尖沙咀のフェリー乗り場にも近い。

## 参考資料
1. ↑  “Hong Kong Museum of Art / Flagstaff House of Museum of Tea Ware” (英語). hk.art.museum. 2019年10月8日閲覧。
2. ↑  黎家怡 (2020年8月5日). “【何慶基榮休專訪】志趣逢時　回流策展教學逾三十年”. 立場新聞.  オリジナルの2020年8月9日時点におけるアーカイブ。. "何慶基[Professor Oscar Ho]指，城內藝術論述當時主要由香港藝術館和香港藝術中心分庭抗禮。前者比較「保守」，後者較受年輕人關注，「當時藝術中心話俾你聽乜嘢係藝術，嗰啲嘢就會被視為藝術」"
3. ↑  陶穎康; 陳安琪 (2015). “陳贊雲訪談錄 [Interview of Michael Chen, 20 December 2013]”. In 黎明海. 與香港藝術對話：1980-2014. Joint Publishing. p. 274-275. ISBN 9789620436178. "(採訪者陶穎康、陳安琪)：香港藝術中心一直被不少人視為與象徵建制的香港藝術館抗衡的場所. 你到香港藝術中心出任畫廊總監時, 又有何定位? 陳贊雲[Michael Chen]: 在香港藝術中心任職這五年間, 我不時想到這問題. 對比得到政府支持的香港藝術館,[...]"
4. ↑  “About the Museum”.   Leisure and Cultural Services Department. 2015年1月22日時点のオリジナルよりアーカイブ。2015年1月22日閲覧。
5. ↑  “Hong Kong Museum of History to celebrate 40th anniversary with public”.   Information Services Department (2015年7月16日). 2015年7月16日閲覧。
6. ↑  “Hong Kong Museum of Art, Designation of Premises as a Museum and as a Civic Centre”.   Urban Council (1991年10月5日). 2015年1月22日閲覧。
7. ↑  Chow, Vivienne (2013年2月14日). “Museum of Art to get a facelift”. South China Morning Post 2015年1月22日閲覧。[リンク切れ]
8. ↑  “Expansion and Renovation of the Hong Kong Museum of Art”.   Legislative Council Panel on Home Affairs (2014年5月12日). 2015年1月22日閲覧。
9. ↑  “Breaking News! Hong Kong Museum of Art is about to Close for a Makeover!”.   Hong Kong Museum of Art. 2018年7月15日時点のオリジナルよりアーカイブ。2015年7月16日閲覧。
10. ↑  Sun, Fiona (2019年11月30日). “Hong Kong Museum of Art to reopen to public on Saturday after four years of expansion and renovations”. South China Morning Post